# Cuthbert Grant
Cuthbert Grant, né en 1793 au Fort de la Rivière Tremblante (près de Kamsack, province de la Saskatchewan) et mort le 15 juillet 1854 dans la communauté rurale de Saint-François-Xavier près de Winnipeg dans le Manitoba était un dirigeant Métis.

## Milieu familial
Le futur dirigeant Métis Cuthbert Grant (fils) naquit ainsi que son frère, dans le poste de traite fortifié de la Rivière Tremblante, appartenant à la Compagnie du Nord-Ouest. Leur père, Cuthbert Grant (père), était un trappeur d'origine écossaise qui mourut en ce même lieu en 1799, et leur mère était une métisse d'origine amérindienne et canadienne-française. Ils furent élevés dans un environnement familial bilingue et parlaient parfaitement l'anglais et le français.

## La Nation métisse
En 1816, il participa activement dans la Bataille de la Grenouillère qui opposa deux mondes, celui de la Nation métisse majoritairement francophone sur son territoire et ceux des émigrants majoritairement anglophones arrivants depuis l'Est.
Jusqu'en 1821, il travailla pour la Compagnie du Nord-Ouest, après il travailla pour la Compagnie de la Baie d'Hudson. Entre-temps, il participa à la défense de la vie des communautés métisses et franco-manitobaines contre l'autoritarisme du gouvernement fédéral. Il fut considéré par les autorités canadiennes comme le capitaine général de la Nation métisse.

## Vie privée
Cuthbert Grant se maria trois fois. Sa première femme fut Elizabeth McKay qu'il épousa le 22 mai 1814 ; Sa seconde épouse était Marie Desmaris avec laquelle il vivait maritalement et qu'il épousa, en 1820, à la façon traditionnel du "mariage du pays" par reconnaissance publique de leur vie commune. Ils eurent une fille, Maria, qui épousa un magistrat franco-manitobain de Saint-François-Xavier, Pascal Breland. Sa troisième épouse, Marie-Marguerite McGillis une métisse, qu'il épousa en 1823 et avec laquelle il vécut jusqu'à sa mort. Elle mourut le 30 avril 1856 et fut enterré à côté de lui.
À partir de 1824, Cuthbert Grant se consacra à l'agriculture du côté de Winnipeg, dans la plaine du Cheval-Blanc et s'installa à Saint-François-Xavier où il mourut le 15 juillet 1854 à la suite d'une chute de cheval.

## Héritage politique
Cuthbert Grant contribua à implanter l’esprit la notion de Nation métisse, qui joua un rôle déterminant dans le soulèvement de la colonie de la Rivière Rouge (Manitoba) qui se transforma en Rébellion de la rivière Rouge, en 1869–1870, et dans la rébellion du Nord-Ouest, en 1885 avec le successeur de Cuthbert Grant, Louis Riel et la Nation des Bois-Brûlés.